# Lubmin
Lubmin település Németországban, Mecklenburg-Elő-Pomeránia tartományban. Lakosainak száma 2231 fő (2023. december 31.).

## Földrajz
A Balti-tenger Greifswaldi-öble partján található Greifswaldtól 16 km-re keletre.

## Népesség
A település népességének változása:
| Lakosok száma | 2083 | 2081 | 2133 | 2176 | 2231 |
|               | 2017 | 2019 | 2021 | 2022 | 2023 |

## Gazdaság
Itt éri el Németországot az Északi Áramlat tenger alatti földgázvezeték.